# Парикрама

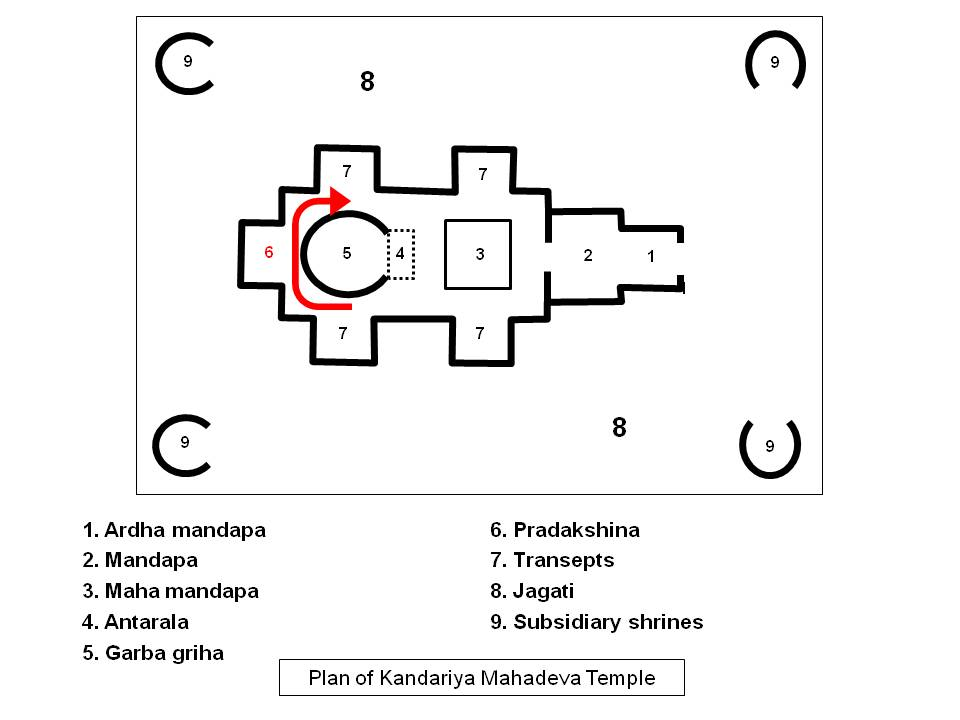
Схема парикрамы на примере обхода по часовой стрелке гарбхагриха в храме Кандарья-Махадева в Кхаджурахо

Пари́крама (санскр. परिक्रम, IAST: parikrama, «странствие»), тибетское название — ко́ра (Вайли: skor ba) — ритуальный обход вокруг какой-либо святыни в индуизме и буддизме.
Санскритский термин парикрама (санскр. परिक्रम) в буквальном переводе означает «путь вокруг чего-то». В основном используется в отношении мурти или святых мест паломничества. Совершение парикрамы является символической молитвой. Большинство индуистских храмов включают один или несколько дорожек для совершения парикрамы. Обычно основной путь парикрамы ведёт вокруг главного алтаря храма, а остальные — вокруг второстепенных алтарей. Другие дорожки парикрамы часто концентрическими кругами обходят основной алтарь. Тропинки и дороги парикрамы также пролегают вокруг целых деревень и городов, простираясь на многие километры, и на совершение подобных парикрам иногда уходит по несколько часов или даже дней. Так, парикрама (кора) вокруг священной горы Кайлас в Тибете длиной 53 км занимает 3 дня пути.
Иное название — «прадакшина» (IAST: pradakshîna — «направо»). С этим наименованием может ассоциироваться также и особый индийский способ приветствия, заключающийся в том, что приветствующий обходит кругом приветствуемого так, чтобы он всё это время находился справа.